# Chios (stad)
De moderne stad Chios (Grieks: Χίος) (24.000 inwoners) is de hoofdstad van het gelijknamige Griekse eiland en departement (nomos) Chios. Het ligt aan de oostkust van het eiland, wat hoger dan de gelijknamige stad uit de oudheid (waarvan slechts weinig overblijft). De Ionische kolonisten kozen eertijds voor deze plek, omdat ze vanhier gemakkelijk naar het Klein-Aziatische vasteland konden varen, en niet zozeer omdat het goede ankerplaats was. Hoewel de stad betrekkelijk nieuw is (weinig dateert van vóór 1881), zijn er wel een aantal musea en andere materiële getuigen van de bewogen geschiedenis van het eiland.
Het kastro (fort) is een oorspronkelijk Byzantijns vestingcomplex dat door de Genuezen aanzienlijk is verbouwd. Het gebied binnen deze burcht bood de Turkse bezetters een veilige verblijfplaats de volgende eeuwen. Men ziet er het graf van de Turkse admiraal Kara Ali ("Zwarte Ali") die het bevel voerde bij het bloedbad van 1822: hij vond de dood toen de Griekse admiraal Kanaris zijn schip vernietigde.
Vermeldenswaardig is nog de Koraïs-bibliotheek, met zijn collectie van meer dan 130.000 boekwerken één der belangrijkste bibliotheken van de Egeïsche eilanden. Deze bibliotheek is gegroeid rond de erfenis van Adamantios Koraïs die zijn boeken naliet aan het eiland waar zijn familie oorspronkelijk vandaan kwam.
Nabij het dorp Vrontádos (4 km noordwaarts van het centrum) ligt de Daskalópetra of Lerarenrots, een rotstroon met een kring van gemetselde zitplaatsen waar de dichter Homerus onderricht zou gegeven hebben, maar wat de archeologen veeleer herkennen als een cultusplaats voor de oosterse godin Cybele. Niet ver daarvandaan bevindt zich ook het graf van de schrijver Ioannis Psycharis.
Aan de rand van het dorp Vavíli (7 km zuidwaarts van het centrum) staat de 13e-eeuwse Byzantijnse kerk Panagía Krína, befaamd om zijn fresco's en zijn fraaie architectuur.

## Gemeentelijke herindeling (2011)
De acht deelgemeenten (dimotiki enotita) van deze fusiegemeente zijn:
- Agios Minas (Άγιος Μηνάς)
- Amani (Αμανή)
- Ionia (Ιωνία)
- Kampochora (Καμπόχωρα)
- Kardamyla (Καρδάμυλα)
- Mastichochoria (Μαστιχοχώρια)
- Omiroupoli (Ομηρούπολη)
- Chios (Χίος)

## Geboren in Chios
- Andreas Papandreou (1919-1996), premier van Griekenland
- Petros Molyviatis (1928-2025), diplomaat en politicus